# Vang Ji-zsung
Vang Ji-zsung (Wang Yirong; pinjin hangsúlyjelekkel: Wáng Yìróng; egyszerűsített kínai: 王懿榮; hagyományos kínai: 王懿榮; Wade–Giles-átírással: Wang I-Jung) (Jantaj, Santung tartomány, 1845 – 1900. augusztus 14., Peking) kínai tudós, régész, hivatalnok, politikus. A Kínai Császári Akadémia igazgatója. A régi kínai feliratok szakértője, kutatója.
Elsőként ismerte fel, hogy a Sang-dinasztia korából származó ősi jóslócsont leleteken látható, bekarcolt szimbólumok a kínai írás legkorábbi formája.

## Élete

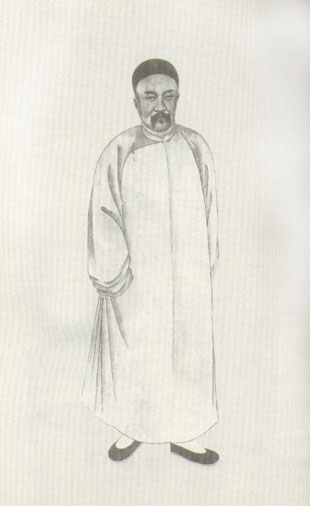
Vang Ji-zsung portréja

Előkelő hivatalnokcsaládban született és nevelkedett. Tanulmányait, magasabb szintű hivatalnoki vizsgáit 1880-ban fejezte be. Ezt követően országszerte különféle, egyre magasabb állami hivatali tisztségeket töltött be. Ennek megfelelően párhuzamosan folytatott tanulmányokat és tett le magasabb szintű hivatalnokvizsgákat.
1895-től három alkalommal a Hanlin Akadémia, a Kínai Császári Akadémia igazgatói posztját töltötte be.
1899-ben jutott véletlenül arra a felismerésre, hogy az ősi un. jóslócsont leleteken a kínai írás legkorábbi formája fedezhető fel.
A jóslócsontok felirataival kapcsolatos kutatásait azonban hamar meg kellett szakítania, ugyanis a bokszerlázadás idején elfogadta az egyik helyi parancsnoki tisztet Peking védelmére annak ellenére, hogy nem hitt a felkelés sikerében. Amikor a nemzetközi intervenciós erők 1900 augusztusában elfoglalták Pekinget, Vang feleségével és menyével együtt öngyilkos lett.

## Ajóslócsont-írásfelfedezése
Vang 1899-ben megbetegedett váltólázban (malária), amely ellen az orvosa „sárkánycsont port” írt fel neki, amit a patikustól darabosan kapott meg, s amit a vevőnek kell megőrölni. Wang azonban a „sárkánycsontokon” a modern kínai írás jeleire emlékeztető jeleket fedezett fel. Ezután kezdett nyomozásba a lelőhelyekkel kapcsolatosan és kezdte feljegyezni és rendszerezni az ősi jeleket. Megfeleltetni az akkori írás jeleinek.
Halála után Vang második fia, Vang Csung-lie (王崇烈, Wang Chonglie) eladta 1500 darabos gyűjteményét és jegyzeteit apja közeli barátjának, Liu O írónak. Liu 1903-ban ezek alapján publikálta Vang felfedezését, és folytatta barátja kutatásait.

## Emlékezete
- Vang egykori háza Pekingben a Hszila utcában (王府井, Xila hutong) áll.
- Vang emlékét egy neki szentelt múzeum őrzi szülővárosában a Santung tartománybeli Jantajban.
- 2009-ben Vang Ji-zsung felfedezésének 110. évfordulója alkalmából a Kínai Sang-Jin-kultúra Társaság (中国殷商文化学会, China Society of Yin-Shang Civilization) és a Santung Tartományi Kulturális Kutatói Szövetség (山东省大舜文化研究会, Shandong Dashun Culture Research Association) megalapította a „Vang Ji-zsung Díj a Jóslócsontfeliratok Kutatásáért” elnevezésű rangos díjat.

## Fordítás
- Ez a szócikk részben vagy egészben  a(z)   王懿榮 című kínai Wikipédia-szócikk ezen változatának fordításán alapul.  Az eredeti cikk szerkesztőit annak laptörténete sorolja fel. Ez a jelzés csupán a megfogalmazás eredetét és a szerzői jogokat jelzi, nem szolgál a cikkben szereplő információk forrásmegjelöléseként.
- Ez a szócikk részben vagy egészben  a   Wang Yirong című angol Wikipédia-szócikk ezen változatának fordításán alapul.  Az eredeti cikk szerkesztőit annak laptörténete sorolja fel. Ez a jelzés csupán a megfogalmazás eredetét és a szerzői jogokat jelzi, nem szolgál a cikkben szereplő információk forrásmegjelöléseként.